# Divisione (presentazione)
La divisione (in latino divisio o partitio) è una fase preliminare della presentazione che consiste nel suddividere il soggetto da trattare in diversi argomenti e costituire così il piano presentato al pubblico. La divisione viene utilizzata nell'antichità dai Greci e dai Romani per dichiarazioni o discorsi filosofici. 

## Divisione filosofica
La divisione classica del pensiero ellenistico è suddivisa in tre aree principali: filosofia morale, guida all'azione umana, logica o determinazione della Verità e filosofia naturale o fisica. Ciascuna di queste aree può a sua volta essere oggetto di una divisione. 
Nella retorica, la divisione fa parte del discorso, che annuncia l'argomento che verrà fatto. Il metodo per stabilire questo piano è teorizzato in vari trattati retorici, come il De inventione di Cicerone e l'Institutio oratoria  di Quintilliano.